# Monika Skinder
Monika Skinder (sinh ngày 19 tháng 11 năm 2001 tại Tomaszów Lubelski, tỉnh Lublin, Ba Lan) là một vận động viên trượt tuyết băng đồng người Ba Lan.

## Tiểu sử
Monika Skinder đại diện thi đấu cho câu lạc bộ thể thao MULKS Grupa Oscar Tomaszów Lubelski.
Ngày 5 tháng 1 năm 2016, Monika Skinder ra mắt lần đầu trước công chúng tại một sự kiện tầm cỡ quốc tế được tổ chức bởi Liên đoàn Trượt tuyết Quốc tế (FIS). Đây là sự kiện về môn trượt tuyết băng đồng diễn ra ở Štrbské Pleso, Slovakia. Tại đây, Monika Skinder giành được vị trí thứ hai chung cuộc. Bên cạnh đó, Monika Skinder đã giành được huy chương bạc ở hạng mục chạy nước rút tại Giải vô địch trượt tuyết thế giới cho trẻ em Bắc Âu 2018. Monika Skinder có trận ra mắt Giải vô địch trượt tuyết băng đồng thế giới FIS vào ngày 3 tháng 3 năm 2017 tại Lahti. Tại giải đấu này, cô về đích ở vị trí thứ 55 ở hạng mục chạy nước rút.
Năm 2019, Monika Skinder giành được huy chương vàng ở hạng mục chạy nước rút dành cho nữ tại Vận hội mùa đông trượt tuyết băng đồng trẻ châu Âu 2019 diễn ra tại Sarajevo.